# Arthur Melo
Arthur Henrique Ramos de Oliveira Melo (12. kolovoza 1996.), znan kao Arthur ili Arthur Melo, brazilski je nogometaš koji trenutačno igra za Juventus.
Rođen je u Goiâniji, a karijeru je počeo u Grêmiju osvajajući Copa Libertadores 2017. i Campeonato Gaucho u 2018. U svoje tri godine u Gremiju privukao je pažnju brojnih klubova, među kojima je i Barcelona, u koju je 2018. ušao za 31 milijun dolara. Godine 2020. došao je u Juventus razmjenom igrača s Barcelonom, tijekom čega je Barcelona dobila Miralema Pjanića.
Arthur je 2018. debitirao u A reprezentaciji Brazila. Prethodno je igrao i za U-17 tim Brazila. Poslije je bio dio tima koji je osvojio Copa America 2019.

## Klupska karijera
Arthur je započeo karijeru u svom rodnom klubu Goiás s 12 godina. 2010. godine, nakon što je primijećen na omladinskom turniru, prešao je u Grêmio.
U siječnju 2015. godine, nakon njegovih impresivnih nastupa na Copa São Paulo de Futebol Júnior, Arthur je unaprijeđen iz Grêmiove omladinske momčadi pod vodstvom prvog tima Luiza Felipea Scolarija. Prvi je put zaigrao za klub protiv Aimorea u , Campeonato Gaúchu, međutim, na poluvremenu ga je zamijenio argentinski bek Matías Rodríguez i te sezone nije imao više seniorskih nastupa. 2016. godine Arthur je debitirao u ligi u posljednjem meču sezone, domaćem porazu od 1: 0 protiv Botafoga, zamijenivši Kaia u drugom poluvremenu.
2017., Arthur je postao redovni igrač prve momčadi nakon niza dobrih nastupa u Primeira Ligi i Campeonato Gaúchu. U svom debiju na Copa Libertadores-u, rezultatu 1: 1 u gostima protiv Club Guaraní, proglašen je igračem utakmice nakon što je odradio 40 dodavanja, sa stopostotnim uspjehom. Njegov stil igranja uzrokovao je usporedbe sa španjolskim veznjacima Andrésom Iniestaom i Thiagom, a privukao je interes europskih klubova poput Chelseaja, Barcelone i Atlético Madrida. U svibnju je Arthur postigao svoj prvi profesionalni gol, prvi od tri u pobjedi 3: 1 protiv Fluminensea za Copa do Brasil. U srpnju je postigao svoj prvoligaški pogodak, drugi u pobjedi 3: 1 protiv Vitórije. U studenom ga je Conmebol izabrao kao čovjeka utakmice u revanšu finala Copa Libertadoresa protiv Lanúsa, unatoč tome što je igrao samo 50 minuta zbog ozljede.

### Barcelona
Dana 11. ožujka 2018. Barcelona je postigla dogovor s Grêmijem o transferu Arthura. Španjolci su se složili platiti početnu naknadu od 31 milijuna eura plus 9 milijuna eura dodanih varijabli. Arthur je potpisao šestogodišnji ugovor i službeno je najavljen kao igrač Barçe 9. srpnja 2018. 28. srpnja Arthur je postigao gol na svom debiju protiv Tottenhama Hotspura u predsezonskoj prijateljskoj utakmici.
Arthur je svoj natjecateljski debi imao u Supercopu de España 12. kolovoza 2018. u kojem je Barcelona pobijedila Sevillu rezultatom 2:1. Arthur igrao već u prvoj utakmici u sezoni, upisavši i prvu asistenciju za klub u pobjedi protiv Alavésa rezultatom 3: 0. 31. kolovoza 2019. Arthur je postigao svoj prvi pogodak za Barcelonu u 2-2 gostujućem remiju protiv Osasune

### Juventus
29. lipnja 2020. Barcelona je priopćila da je postigla dogovor s Juventusom o prijenosu Arthura na petogodišnji ugovor za 72 milijuna eura, plus 10 milijuna eura varijabli; posao je također koordiniran zamjenom Miralema Pjanića.